# Eristalis brousii
Eristalis brousii är en tvåvingeart som beskrevs av Samuel Wendell Williston  1882. Eristalis brousii ingår i släktet slamflugor, och familjen blomflugor. Inga underarter finns listade i Catalogue of Life.